# آموزش در کره جنوبی

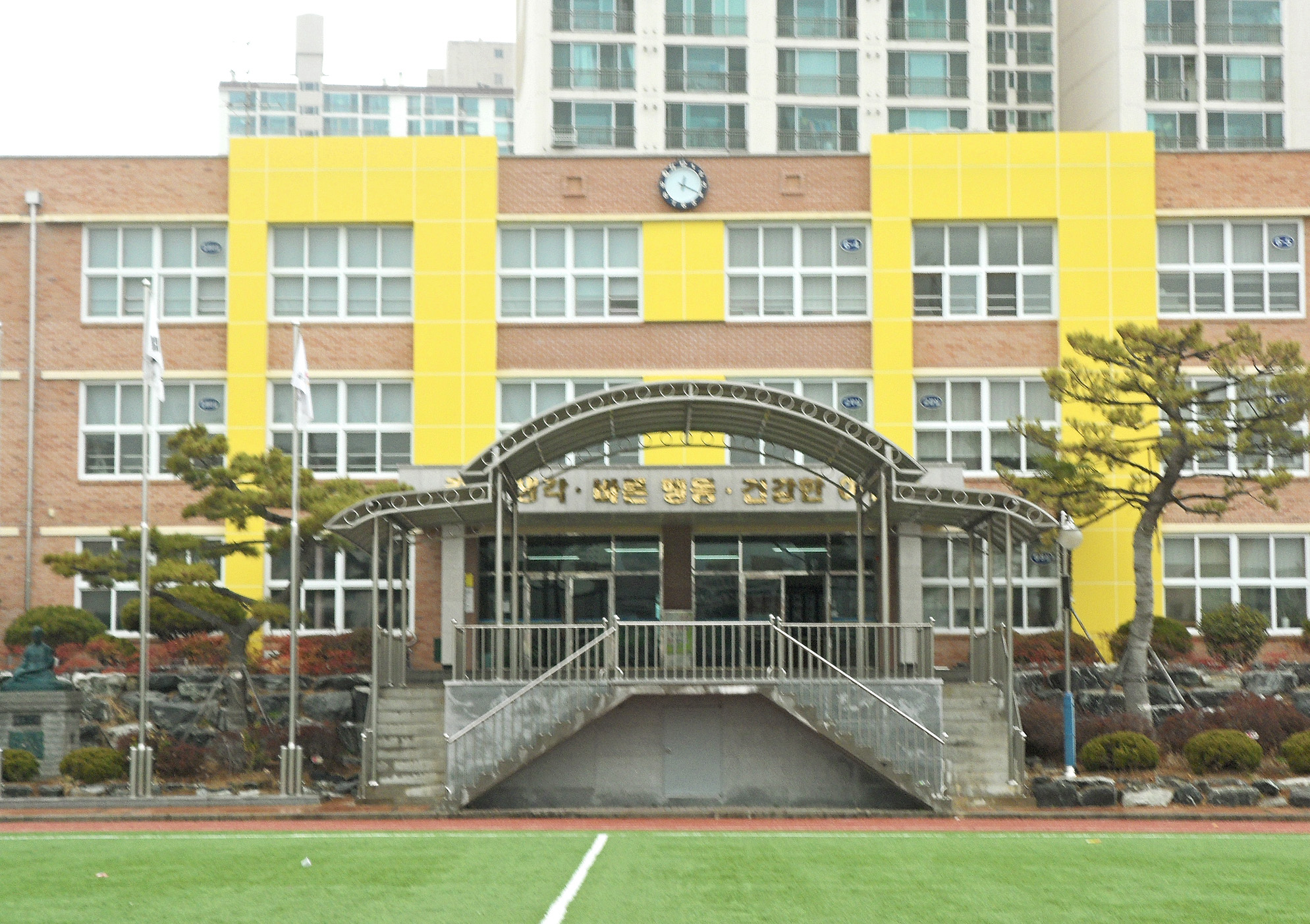
ورودی جلو مدرسه ابتدایی در اولسان، کره جنوبی

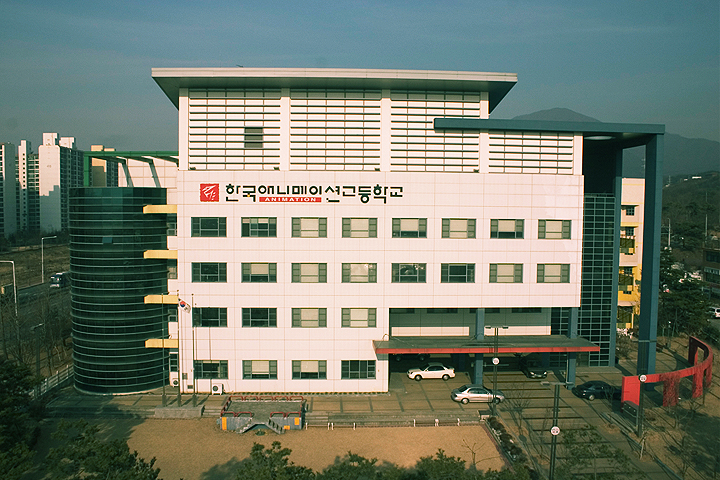
دبیرستان حرفه ای انیمیشن در هنان، کره جنوبی

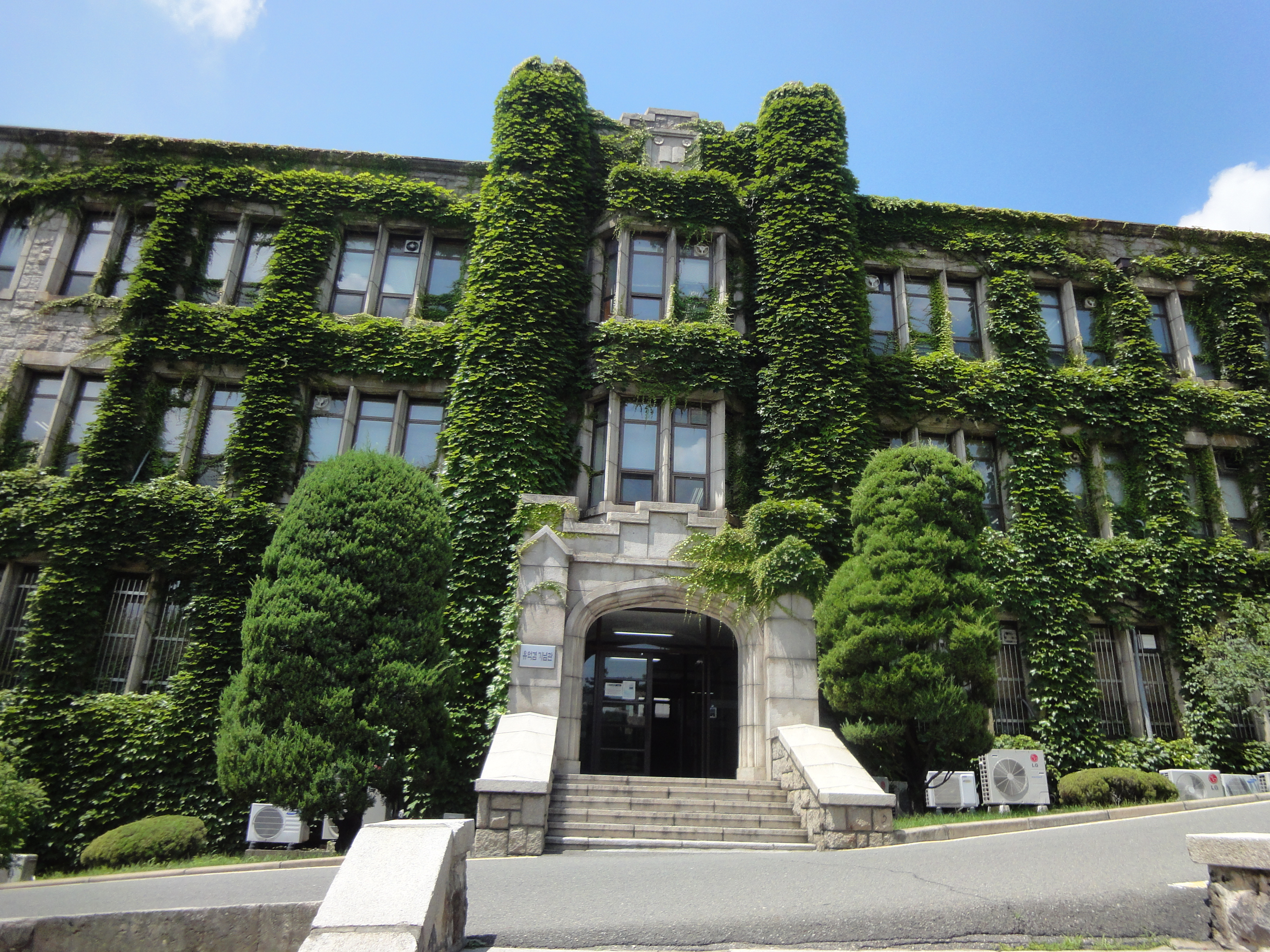
دانشگاه یونسی در سئول، کره جنوبی

آموزش در کره جنوبی توسط مدارس دولتی و مدارس خصوصی ارائه می‌شود. هر دو نوع مدرسه از طرف دولت بودجه دریافت می‌کنند ولی مبلغی که مدارس خصوصی دریافت می‌کنند کمتر از مدارس دولتی است.
کره جنوبی یکی از کشورهای برتر سازمان همکاری و توسعه اقتصادی (OECD) در زمینه سواد خواندن، ریاضیات و علوم است که میانگین امتیاز دانش آموزان آن حدود ۵۱۹ امتیاز است که رتبه نهم در جهان را دارد. رتبه میانگین کشورهای OECD 493 است. این کشور دارای یکی از تحصیلکرده‌ترین نیروهای کار جهان در بین کشورهای OECD است. این کشور بخاطر وسواس زیادش در امر آموزش معروف است که به اصطلاح به آن «تب آموزش» می‌گویند.
تحصیلات عالی یک مسئله بسیار جدی در جامعه کره جنوبی محسوب می‌شود به طوری که از آن به عنوان یکی از ارکان اساسی در زندگی یاد می‌شود. آموزش و پرورش برای خانواده‌های کره جنوبی اولویت بالایی دارد زیرا موفقیت در آموزش برای بهبود موقعیت اجتماعی و اقتصادی فرد در جامعه کره جنوبی بسیار مهم است. موفقیت تحصیلی اغلب برای خانواده‌ها و جامعه کره جنوبی مایه افتخار محسوب می‌شود. مردم کره جنوبی آموزش و پرورش را محرک اصلی پیشرفت اجتماعی برای خود و خانواده و به عنوان دروازه ای برای ورود به طبقه متوسط کره جنوبی می‌دانند. در کره جنوبی فارغ‌التحصیلی از یک دانشگاه برتر نشان دهنده اعتبار، موقعیت اقتصادی، اجتماعی بالا، چشم‌اندازهای امیدوار کننده ازدواج و یک مسیر شغلی معتبر و قابل احترام است. بسیاری از والدین کره جنوبی انتظارات آموزشی بالایی از فرزندان خود دارند و بر پیشرفت تحصیلی تأکید می‌کنند و با اطمینان از اینکه فرزندانشان نمرات عالی را در مدرسه دریافت خواهد کرد، پیشرفت تحصیلی فرزندان خود را به‌طور فعال زیر نظر دارند تا بتوانند در معتبرترین دانشگاه‌های کشور ثبت نام کنند. زندگی یک کودک متوسط در کره جنوبی حول محور تحصیل می‌چرخد زیرا فشار برای موفقیت تحصیلی از کودکی آغاز می‌شود. دانش آموزان کره جنوبی برای موفقیت تحصیلی از سوی والدین، معلمان، همسالان و جامعه با فشار زیادی روبرو هستند. افرادی که فاقد تحصیلات رسمی دانشگاهی هستند اغلب با تعصب اجتماعی روبرو می‌شوند و با پیامدهای قابل توجهی در طول عمر مانند رکود و وضعیت اقتصادی-اجتماعی پایین، و کاهش چشم‌انداز ازدواج مواجه می‌شوند.
در سال ۲۰۱۶، این کشور ۵٫۴ درصد از تولید ناخالص داخلی خود را برای تمام سطوح آموزشی هزینه کرد - تقریباً ۰٫۴ درصد بالاتر از میانگین کشورهای OECD محسوب می‌شود. سرمایه‌گذاری قوی در آموزش و پرورش باعث شده تا کره جنوبی به سرعت در ۶۰ سال گذشته اقتصاد خود را از تأثیرات جنگ کره توسعه دهند. شور و اشتیاق دانشجویان کره ای برای ورود به یک دانشگاه معتبر یکی از بالاترین در جهان است زیرا ورود به یک مؤسسه آموزش عالی درجه یک منجر به پیدا کردن یک شغل حرفه ای معتبر، امن و با حقوق بالا در دولت، بانک‌ها یا شرکت‌های بزرگ کره جنوبی (چبول) مانند سامسونگ، هیوندای و ال‌جی الکترونیک می‌شود. سه دانشگاه برتر در کره جنوبی، که اغلب به آنها "SKY" گفته می‌شود، دانشگاه ملی سئول، دانشگاه کره و دانشگاه یونسی هستند. رقابت شدید و فشار برای کسب بالاترین نمرات عمیقا در روان دانش آموزان کره جنوبی در جوانی نهادینه شده‌است.
نرخ بالای ورودی دانشگاه‌ها در کشور باعث ایجاد نیروی کار بسیار ماهر شده که کره جنوبی را در میان تحصیل کرده‌ترین کشورهای جهان قرار داده‌است و یکی از بالاترین درصد شهروندان دارای تحصیلات عالی در جهان محسوب می‌شوند. به طوری که باراک اوباما، رئیس‌جمهور آمریکا از سیستم آموزش کره جنوبی که بیش از ۸۰ درصد فارغ التحصیلان دبیرستان کره جنوبی به دانشگاه می‌روند، تقدیر کرد. در سال ۲۰۱۷، افراد ۲۵ تا ۶۴ ساله که تحصیلات عالی را گذرانده‌اند با ۴۷٫۷ درصد در رتبه پنجم قرار دارد. ۶۹٫۸ درصد از مردم کره جنوبی در سنین ۲۵ تا ۳۴ سال نوعی آموزش عالی را گذرانده‌اند و ۳۴٫۲ درصد از کره جنوبی از ۲۵ تا ۶۴ سال دارای مدرک کارشناسی بوده‌اند که یکی از بالاترین در بین کشورهای OECD است.
ساختار سخت و سلسله مراتبی سیستم آموزشی به دلیل خفه کردن خلاقیت و نوآوری مورد انتقاد قرار گرفته‌است؛ برخی سیستم آموزش کره را به شدت و «وحشیانه» رقابتی توصیف کرده‌اند این سیستم آموزش عامل میزان بالای خودکشی در کره جنوبی است به ویژه در بین افراد ۱۰ تا ۱۹ ساله. رسانه‌های مختلف میزان بالای خودکشی در کره جنوبی را ناشی از اضطراب در مورد امتحانات ورودی دانشگاه (کنکور) می‌دانند که کل مسیر زندگی و حرفه ای دانش آموزان را تعیین می‌کند. , همچنین این سیستم به دلیل تولید مازاد فارغ التحصیلان دانشگاهی که باعث ایجاد نیروی کار بیش از حد آموزش دیده و کم تجربه شده، مورد انتقاد قرار گرفته‌است. ; تنها در سه‌ماهه اول سال ۲۰۱۳، نزدیک به ۳٫۳ میلیون فارغ‌التحصیل دانشگاه کره جنوبی بیکار بودند.